# 中棚温泉
中棚温泉（なかだなおんせん）は、長野県小諸市古城中棚（旧国信濃国）にある温泉。

## 泉質
- アルカリ性単純温泉
  - 泉温　40℃
- 飲泉も可能。現在の温泉は、ボーリングによって湧出されたものである。

## 温泉地
小諸城付近の高台に、一軒宿の「中棚荘」が存在。明治の文人である島崎藤村ゆかりの宿として知られる。
小諸義塾の塾長・木村熊二が使用していた水明楼は、中棚荘の管理下にある。
季節限定で、10月から5月に内湯が「りんご風呂」となる。

## 歴史
始まりは、明治25年（1892年）に鉱泉で遊んでいた子供達の傷が早いことに気づいた木村熊二が医学に基づいて、鉱泉開発に携わったことだった。
初代富岡豊次が木村と共に、鉱泉開発を行った。
明治31年（1898年）、2代目重蔵が、「中棚鉱泉」を開業。木村熊二の門下生である島崎藤村も、水明楼の近くにあった「中棚鉱泉」に通った。
旅館は、1926年（大正15年）に創業。開業当時は木村や島崎も、「中棚鉱泉」の営業を手伝った。
1988年（昭和63年）、5代目正樹がボーリングを実施。その後、温泉湧出。
木村熊二の明治31年5月の「中棚鑛泉開設趣意」は蓮峯の名で『小諸義塾と木村熊二先生』に記されている。

## アクセス
JR小海線・しなの鉄道線小諸駅より、県道142号経由で徒歩20分。
上信越自動車道小諸ICより、車で10分。